# Бадай Григорій Іванович
Бадай Григорій Іванович — уродженець Бахмацького району Чернігівської області, заслужений вчитель України, працював заступником завідувача Чернігівського облвно, в товаристві «Знання».
Художник, член Чернігівського обласного об'єднання самодіяльних художників, майстер пейзажів аквареллю.
Живе в Чернігові.

## Роботи
Акварель: "Ламає кригу", "Верболози", "Поблизу великого Устя".
"А матері все чекають".